# Thuès-Entre-Valls
Thuès-Entre-Valls (em catalão:  Toès i Entrevalls) é uma comuna francesa na região administrativa da Occitânia, no departamento dos Pirenéus Orientais. Estende-se por uma área de 20.41 km², com 39 habitantes, segundo o censo de 2018, com uma densidade de 1.9 hab/km².